# Карлтон (Минесота)
Карлтон (енгл. Carlton) град је у америчкој савезној држави Минесота.

## Демографија
По попису из 2010. године број становника је 862, што је 52 (6,4%) становника више него 2000. године.
| Група             | 2000.       | 2010.       |
| Белци             | 768 (94,8%) | 789 (91,5%) |
| Афроамериканци    | 0 (0,0%)    | 4 (0,5%)    |
| Азијати           | 0 (0,0%)    | 3 (0,3%)    |
| Хиспаноамериканци | 5 (0,6%)    | 13 (1,5%)   |
| Укупно            | 810         | 862         |